# Tour de France de 1973
O Tour de France 1973 foi a 60º Volta a França, teve início no dia 30 de Junho e concluiu-se em 22 de Julho de 1974. A corrida foi composta por 20 etapas, no total mais de 4140,4 km, foram percorridos com uma média de 33,918 km/h.

## Resultados

### Classificação Geral
| Pos | Nome                 | País          | Equipa | Tempo        |
| --- | -------------------- | ------------- | ------ | ------------ |
| 1   | Luis Ocaña           | Espanha       |        | 122h 25' 34" |
| 2   | Bernard Thévenet     | França        |        | 15' 51"      |
| 3   | José-Manuel Fuente   | Espanha       |        | 17' 15"      |
| 4   | Joop Zoetemelk       | Países Baixos |        | 26' 22"      |
| 5   | Lucien Van Impe      | Bélgica       |        | 30' 20"      |
| 6   | Herman Van Springel  | Bélgica       |        | 32' 01"      |
| 7   | Michel Périn         | França        |        | 33' 02"      |
| 8   | Joaquim Agostinho    | Portugal      |        | 35' 51"      |
| 9   | Vicente Lopez-Carril | Espanha       |        | 36' 18"      |
| 10  | Régis Ovion          | França        |        | 36' 59"      |